# 科特氏海灣無鰭鰩
科特氏海灣無鰭鰩（学名：Sinobatis kotlyari），為軟骨魚綱鰩目無鰭鰩科的一種。分布於東南印度洋布羅肯海脊，深度1400公尺，體長可達33.1公分，棲息在深海沙泥底質海域，為底棲性魚類，屬肉食性，生活習性不明。